# Melgar de Tera
Melgar de Tera es un municipio y localidad española de la provincia de Zamora, en la comunidad autónoma de Castilla y León.
El municipio cuenta con una superficie de 40,91 km² y, según datos del padrón municipal 2017 del INE, cuenta con una población de 390 habitantes. El municipio incluye la localidad pedánea de Pumarejo de Tera.

## Toponimia y gentilicio
La palabra melgar significa tierra abundante en mielgas, planta herbácea de la familia de las leguminosas. El sobrenombre de Tera tiene su origen en el nombre del río que riega sus tierras.

## Historia
En el siglo I, Melgar era un importante abastecedor de vasos de paredes finas para las tropas romanas establecidas en Petavonium (Rosinos de Vidriales) e incluso se llevaban hasta los castros asturianos del valle de Navia. A 2 km del pueblo, en un lugar conocido como "Los Ladrillos" se localizó este alfar.
En la Edad Media, el territorio en el que se asienta la localidad quedó integrado en el Reino de León, cuyos monarcas habrían emprendido la repoblación del pueblo.
Posteriormente, en la Edad Moderna, Melgar de Tera fue una de las localidades que se integraron en la provincia de las Tierras del Conde de Benavente y dentro de esta en la receptoría de Benavente. No obstante, al reestructurarse las provincias y crearse las actuales en 1833, la localidad pasó a formar parte de la provincia de Zamora, dentro de la Región Leonesa, quedando integrada en 1834 en el partido judicial de Benavente.

## Geografía humana

### Demografía
Cuenta con una población de 351 habitantes (INE 2024).
| Gráfica de evolución demográfica de Melgar de Tera entre 1842 y 2021                                                  |
| |
| Población de derecho según los censos de población del INE. Población de hecho según los censos de población del INE. |

La demografía de Melgar aparece recogida desde los primeros censos realizados en el siglo XVI. Así, en el de 1530 poseía 37 vecinos, y en 1521 con 25 pecheros —que pagaban impuestos—, 4 hidalgos, exentos de ellos, y 1 clérigo. En el censo de 1850 se recogen 35 casas ocupadas por 31 vecinos y 124 almas. Entrado el siglo XX, encontramos 538 habitantes, no obstante, en uno de los últimos censos, concretamente el de 1981 comprobamos que el número desciende a 347. Este último dato corresponde a las cifras obtenidas separando el número de habitantes del que es anejo de Melgar desde el año 1956: Pumarejo de Tera.
| 662           | 617 | 567 | 530 | 432 | 390 | 360 |
| (Fuente: INE) |     |     |     |     |     |     |

## Símbolos
El escudo heráldico municipal del ayuntamiento de Melgar de Tera, fue aprobado mediante resolución de 11 de junio de 1997 de la Diputación Provincial de Zamora, quedando blasonado de la siguiente forma:

Escudo: Partido y medio cortado. 1.º de oro, ánfora de gules orlada de ramos de mielgas de sinople sobre ondas de azur y plata. 2.º de gules, dos llaves de planta puestas en aspa. 3.º de planta, cruz de Santiago de gules. Al timbre corona real cerrada.

## Patrimonio
La iglesia situada en el centro del pueblo está construida en honor a San Pedro y San Pablo. Es interesante conocer que se construyó con las piedras de la antigua iglesia de San Blas de Melgar, la cual se encontraba en lo que hoy día es el cementerio. Recientemente se ha restaurado con la colaboración de los vecinos. 
El antiguo molino harinero de los llamados maquileros, consta de tres muelas. 

## Fiestas
Domingo tortillero: El domingo anterior al Domingo de Ramos, las familias y amigos se reúnen en el monte para comer tortilla. La tradición se remonta a otras épocas en las que por mandatos religiosos (La Cuaresma) estaba prohibido comer carne. Las gentes, entonces, camuflaban bajo esas "tortillas" que le dan nombre al famosos domingo, todas aquellas viandas procedentes de la matanza del cerdo llevada a cabo durante el invierno que ya quedaba atrás.
La Novena: Un domingo de mayo se celebra la Novena en honor a la Virgen María. Las mujeres del pueblo hacen roscas que a la salida del Rosario se subastan. El dinero recaudado se invierte en las necesidades de la iglesia. Son características las loas u oraciones cantadas a la Virgen compuestas por vecinas del pueblo (Obdulia, Paquita...)
29 de junio: En esta fecha se celebran las fiestas en honor al patrón del pueblo San Pedro Apóstol. Tradicionalmente se celebra una misa y se procesiona al santo por las calles del pueblo. Hay diversas actividades culturales como teatro, bailes regionales y merienda en la que participan los vecinos.
Fiestas de la Juventud: Un fin de semana en la primera quincena de agosto tiene lugar la fiesta que reúne a todos los vecinos y familiares que acuden en esta época del año, aprovechando el tiempo de vacaciones. Están organizadas por la Comisión de Fiestas, en la que la juventud piensa y organiza actividades para todos los vecinos de todas las edades. En las tardes se organizan actividades para que todas las edades puedan participar, como juegos, bailes y música tradicional, meriendas, chocolatada, etc. 
En los últimos años se realiza la semana cultural en la que se llevan a cabo exposiciones, espectáculos de magia, bailes regionales, chocolatada y obras de teatro entre otras cosas. De gran renombre en la zona son los disfraces elaborados en Melgar de Tera, en los que todos los vecinos del pueblo se pintan y visten, !y bailan y disfrutan de la sangría por las calles del pueblo acompañados de una charanga!. Si afortunadamente has sido invitado por algún melgareño a estas maravillosas fiestas, es probable que tengas el honor de refrescarte en Las Adoberas, estanque natural con aguas de dudosa salubridad, y paso obligado por la comitiva festiva.